# Tom Archia
Ernest Alvin Archia, Jr. (Groveton, 26 de noviembre de 1919-Houston, 16 de enero de 1977),  conocido como Tom Archia, fue un saxofonista tenor de jazz estadounidense, a veces llamado Texas Tom.

## Biografía
Archia nació en Groveton, Texas, y de niño se trasladó con su familia a Rockdale y luego a Baytown, cerca de Houston. Tocaba el saxofón en la orquesta del Instituto Wheatley. En su infancia se le conocía como «Sonny», pero adoptó el nombre de Tom cuando decidió que ni Ernest ni Alvin eran apropiados para un músico. Tras graduarse en la Prairie View A&M University en 1939, se unió a la banda de Milt Larkin que, en aquel momento, según Down Beat, también incluía a Eddie Vinson, Arnett Cobb e Illinois Jacquet en la red section y a Cedric Haywood como pianista y arreglista. Archia llegó a Chicago como miembro de la banda de Larkin, que se hizo cargo de una residencia de nueve meses respaldando a T-Bone Walker en el Rhumboogie Club desde agosto de 1942 hasta mayo de 1943.
En noviembre de 1943, fue miembro de la orquesta de Roy Eldridge, quien grabó en Chicago para Brunswick Records. Otros miembros de la banda fueron Ike Quebec, Ted Sturgis y Doc West. Pasó a la Rhumboogie "Dream Band", que duró desde noviembre de 1943 hasta junio de 1944. Junto con Charlie Parker; Archia perturbaba con frecuencia la disciplina de la banda, por lo que cuando Marl Young asumió la dirección, su primera medida fue despedir a Archia. En 1945 Tom Archia se fue a Los Ángeles para unirse al combo de Howard McGhee, con Teddy Edwards y Bob "Dingbod" Kesterson, entre otros. Poco después, estuvo grabando con los hermanos Jacquet, Illinois y Russell, así como con Helen Humes.
Al regresar a Chicago en 1946, se convirtió en uno de los titulares del club de Leonard Chess, el Macomba Lounge, y grabó extensamente entre 1947 y 1948 para Aristocrat Records, el predecesor de Chess Records. También grabó con Wynonie Harris y Hot Lips Page, en este caso en King Records. Participó con frecuencia en duelos de saxo tenor con Buster Bennett, Gene Ammons, Claude McLin y Hal Singer, entre otros. Su carrera en el Macomba terminó cuando el club fue cerrado por un incendio en 1950. Aunque Tom Archia trabajó de forma constante en el South Side de Chicago durante la década de 1950, y añadió a Harold Ashby, Porter Kilbert y Lucius Washington a su lista de compañeros de duelos, sus oportunidades de grabación fueron escasas y poco anunciadas, pero incluyeron dos sesiones acompañando a Dinah Washington. Su última sesión de grabación fue una jam session de blues organizada por Armand "Jump" Jackson en 1960 para el crítico alemán Joachim-Ernst Berendt, que estaba de gira por Estados Unidos haciendo una investigación sobre la historia del jazz.
Archia hubo de disputar por las actuaciones en la década de 1960. Se retiró a Houston en 1967, tras quedar temporalmente incapacitado por una fractura de mandíbula. Tras recuperarse, tocó en clubes de Houston durante el resto de su vida. Trabajó con Arnett Cobb en la Sonny Franklin Big Band, que también incluía a Joe Bridgewater y Don Wilkerson, con apariciones de Clarence "Gatemouth" Brown y otro antiguo compañero de banda de Larkin, Eddie "Cleanhead" Vinson. Muchos de los arreglos de la banda fueron realizados por otro exalumno de Larkin, Cedric Haywood.
Archia murió en 1977, a los 57 años, y se le conmemoró con un funeral de jazz en el Fifth Ward de Houston.

## Discografía
- The Chronological Tom Archia 1947–1948 (Classics, 2001)
- Gene Ammons, Soulful Saxophone (Chess, 1959)
- Gene Ammons, Jug and Sonny (Chess, 1960)
- Illinois Jacquet, The Illinois Jacquet Story (Proper, 2002)
- Roy Eldridge, All the Cats Join In (MCA, 1982)